# Anthropause
Anthropause – globalne spowolnienie współczesnej działalności człowieka, w szczególności podróży. Wyrażenie określające zmniejszenie presji na środowisko przez działalność człowieka, związane z pandemią COVID-19.
W związku z pandemią COVID-19 w celu ograniczenia rozprzestrzeniania się wirusa SARS-CoV-2 ograniczona została mobilność ludzi przy pomocy wprowadzanych lockdownów. Zjawisko objawia się między innymi pojawieniem się zwierząt, na obszarach, gdzie dawno nie były widziane. Pojęcie pojawiło się po raz pierwszy w artykule opublikowanym w Nature Ecology & Evolution. Wyrażenie pojawia się w dyskusji naukowej oraz w przestrzeni medialnej.